# 约翰·孔克尔·斯莫尔
约翰·孔克尔·斯莫尔（John Kunkel Small，1869年1月31日—1938年1月20日）为美国植物学家。1898年至1906年，就任纽约植物园园长。